# And All That Could Have Been
And All That Could Have Been (también conocido como Halo 17) es un álbum en directo y un doble DVD lanzado por Nine Inch Nails en 2002. El álbum contiene grabaciones del Fragility 2.0 US tour en 2000; una edición limitada se adhirió un segundo disco titulado Still el cual contenía versiones "desconstruidas" de canciones prevías de NIN y material nuevo. El doble DVD, vendido por separado, tiene grabaciones en video de las canciones interpretadas en el CD, además de otras canciones e imágenes del Fragility 2.0 tour.

## Fragility
Trent Reznor dijo que trabajar en este lanzamiento serviría como una transición entre el tour y el próximo álbum.
Él gastó más de un año produciéndolo en una manera similar a sus álbumes de estudio, con cada canción fluyendo en las otras.
El lanzamiento estaba planeado para 2001, pero se trasladó a enero de 2002.
Aunque Reznor dijo "pensé que el show era realmente bueno cuando lo estabamos haciendo" mientras producía el DVD, el más tarde escribió "No pude mirarlo completo. Estuve enfermo la mayor parte del tour y realmente no pensé que fuera Nine Inch Nails en su mejor forma."

## Versión CD
Hubo dos versiones del lanzamiento en CD: una edición limitada 'deluxe', empacada en un estuche de tela gris que contenía ambos discos Live y Still juntos en un digipak, y la edición estándar que contiene solo el disco Live en un solo digipak.  El disco Still es también disponible por separado, originalmente vía pedido por correo desde el website oficial de la banda.

### Live
El disco Live es una "ruidosa" grabación de los conciertos del Fragility 2.0 tour. Sin introducción, este comienza inmediatamente con "Terrible Lie".
Las canciones son interpretadas de una forma diferente a sus versiones de estudio.

#### Lista de temas
| N.º | Título                        | Duración |  |
| 1.  | «Terrible Lie»                | 4:59     |  |
| 2.  | «Sin»                         | 4:15     |  |
| 3.  | «March of the Pigs»           | 4:13     |  |
| 4.  | «Piggy»                       | 4:51     |  |
| 5.  | «The Frail»                   | 1:41     |  |
| 6.  | «The Wretched»                | 5:24     |  |
| 7.  | «Gave Up»                     | 4:14     |  |
| 8.  | «The Great Below»             | 5:07     |  |
| 9.  | «The Mark Has Been Made»      | 3:45     |  |
| 10. | «Wish»                        | 3:40     |  |
| 11. | «Suck»                        | 4:13     |  |
| 12. | «Closer»                      | 5:38     |  |
| 13. | «Head Like a Hole»            | 4:54     |  |
| 14. | «The Day the World Went Away» | 6:29     |  |
| 15. | «Starfuckers, Inc.»           | 5:30     |  |
| 16. | «Hurt»                        | 4:59     |  |

### Still
Still contiene versiones tranquilas de viejas canciones y cuatro canciones nuevas. Según el website de NIN, cuatro de las canciones fueron "grabadas en un aspecto desconstruido." Los instrumentos incluyen piano, guitarra acústica, piano eléctrico, y otros instrumentos 'reales' secundados por texturas sintéticas generadas por computadora.
Reznor dijo que "Adrift and At Peace" es la conclusión de "La Mer" de The Fragile.
Algunos de los temas de Still son evoluciones de temas rechazados que fueron originalmente escritos para la película de Mark Romanek Retratos de una obsesión.
"Leaving Hope" es también el nombre bajo el cual Reznor ha publicado música desde el comienzo de su carrera cómo compositor.
Reznor permitió que "Leaving Hope" fuera usada en un anuncio de servicio público sobre el desastre del Huracán Katrina.
Videos de las interpretaciones de "Something I Can Never Have" (con Jerome Dillon), "The Becoming" (con Dillon y Danny Lohner), y "Gone, Still" fueron publicados en el website oficial de NIN.
La banda interpretó un íntimo set acústico en el Chicago Recording Company durante el Fragility 2.0 tour, el cual está disponible en línea y en bootlegs, como The CRC Sessions; este incluye versiones de "Something I Can Never Have" y "The Day the World Went Away" que prefiguran sus grabaciones en Still, además de dos versiones de "Hurt" e interpretaciones con la banda completa de "The Fragile", "Even Deeper", y "The Big Come Down".

#### Lista de temas
| N.º | Título                                | Duración |  |
| 1.  | «Something I Can Never Have» (Still)  | 6:39     |  |
| 2.  | «Adrift and at Peace»                 | 2:52     |  |
| 3.  | «The Fragile» (Still)                 | 5:12     |  |
| 4.  | «The Becoming» (Still)                | 4:30     |  |
| 5.  | «Gone, Still»                         | 2:36     |  |
| 6.  | «The Day the World Went Away» (Still) | 5:17     |  |
| 7.  | «And All That Could Have Been»        | 6:14     |  |
| 8.  | «The Persistence of Loss»             | 4:03     |  |
| 9.  | «Leaving Hope»                        | 5:57     |  |

## Versión DVD
La versión DVD, producida por Trent Reznor y dirigida por Rob Sheridan, comprende material videográfico del Fragility 2.0 tour.  Sheridan y otros miembros de su equipo filmaron el tour usando cámaras DV, y el DVD fue luego unido internamente en el estudio de New Orleans de Reznor, donde Sheridan y Reznor lo editaron en una Mac usando Final Cut Pro y compilándolo con DVD Studio Pro.
Aunque Reznor originalmente iba a contratar a una compañía para filmarlo, él cambió su idea basado en el costo de esto y en su experiencia anterior con el tour de The Downward Spiral, queriendo capturar los shows desde un punto de vista más realista. Esta decisión permitió al equipo revisar las tomas cada noche en el bus de la gira sabiendo así que enfocar durante el próximo show. Como resultado, el video es oscuro y humeante, las cámaras a veces se sacuden y no hay tomas desde grúas.
Hay dos versiones diferentes del DVD: una con sonido 5.1 Dolby Digital y la otra con sonido 5.1 DTS.  La versión DTS no permite un cambio de capítulos mientras se reproduce el DVD.  Después de esto, ambas versiones son idénticas.  Este video fue también lanzado en una cinta VHS.
Los menús fueron designados a aparecer únicamente después de cada vista.
El empaque del DVD incluye un mensaje de Reznor.
El artista Bill Viola creó la imaginaria para "La Mer", "The Great Below", y "The Mark Has Been Made".

### Lista de temas
| N.º | Título                   | Duración |  |
| 1.  | «Terrible Lie»           | 5:07     |  |
| 2.  | «Sin»                    | 4:15     |  |
| 3.  | «March of the Pigs»      | 4:07     |  |
| 4.  | «Piggy»                  | 4:57     |  |
| 5.  | «The Frail»              | 1:45     |  |
| 6.  | «The Wretched»           | 5:33     |  |
| 7.  | «Gave Up»                | 4:25     |  |
| 8.  | «La Mer»                 | 4:46     |  |
| 9.  | «The Great Below»        | 5:07     |  |
| 10. | «The Mark Has Been Made» | 3:45     |  |
| 11. | «Wish»                   | 3:41     |  |
| 12. | «Complication»           | 1:59     |  |
| 13. | «Suck»                   | 4:10     |  |
| 14. | «Closer»                 | 6:08     |  |
| 15. | «Head Like a Hole»       | 5:51     |  |
| 16. | «Just Like You Imagined» | 3:52     |  |
| 17. | «Starfuckers, Inc.»      | 5:42     |  |
| 18. | «Hurt»                   | 4:31     |  |

También contiene un mix no listado de "The New Flesh" y "Pinion" que sirve cómo una introducción antes de "Terrible Lie". La versión DVD viene en dos discos, dividiendo el concierto entre "Complication" y "Suck".